# Icosàgon
En geometria, un icosàgon és un polígon de vint costats i, per tant, de vint vèrtexs.
El nom "icosàgon" prové del grec antic eikosagon, de eikosi "vint" + gon "angle".
Els angles interns d'un icosàgon sumen 3240º. Per tant, els angles interns d'un icosàgon regular tenen un valor de 3240º / 20 = 162º. L'icosàgon regular és construïble amb regle i compàs.